# Joseph de Guignes
Joseph de Guignes (Pontoise, 1721. október 19. – Párizs, 1800. március 19.; kínai neve pinjin hangsúlyjelekkel: Dé Jīn; magyar népszerű: Tö Csin; kínaiul: 德金) francia orientalista, sinológus.

## Élete, munkássága
Joseph de Guignes pályáját Étienne Fourmont titkáraként kezdte a párizsi királyi könyvtárban. 1748-ban publikált Mémoire historique sur l'origine des Huns et des Turcs munkája belépőt jelentett számára Royal Society of London előkelő tudós társaságába (1752). 1754-ben az Académie des inscriptions et belles-lettres is tagjai közzé választotta. 1756–1758-ban jelent meg háromkötetes műve, a Histoire générale des Huns, des Mongoles, des Turcs et des autres Tartares occidentaux. 1754-ben kinevezték a Collège de France szír tanszékének élére.
Ő vetette fel először azt az elméletet, hogy a Római Birodalmat is megtámadó hunok ugyanaz a nép lehetett, mint akiket a kínai történeti források hsziungnukként emlegetnek. Ezt a nézetet a The History of the Decline and Fall of the Roman Empire című művében Edward Gibbon tette közismertté.
Joseph de Guignes másik elmélete szerint a kínaiak egyiptomi eredetű nép. Annak ellenére, hogy ezt még életében többen is megcáfolták, ő makacsul kitartott véleménye mellett. Több cikkében fejtegette a kínai írásjegyek egyiptomi hieroglifákból történő eredeztetését. Sok tudományos tévedése ellenére, ő volt az első tudós, aki felismerte, hogy az egyiptomi kártusok uralkodók neveit tartalmazzák.

## Főbb művei
- 1748 – Mémoire historique sur l'origine des Huns et des Turcs
- 1757 – Histoire generale des Huns, des Mongoles, des Turcs el des autres Tartares occidentaux, 3 vols. Paris: Desaint & Saillant. OCLC 5153747
- 1761 – Recherches sur les Navigations des Chinois du Cote de l'Amerique, et sur quelques Peuples situés a l'extremite orientale de l"asie.[1]
- 1789 – An historical essay on the origin of the Oriented characters in the Royal printing-house, on the works which have been printed at Paris, in Arabic in Syriac, in Armenian, &c. and on the Greek characters of Francis I. commonly called the King's Greek. London: OCLC 45767900
- 1824 – Supplément a L'Histoire Générale Des Huns, Des Turks Et Des Mogols. with Osip Ivanovich Senkovskīĭ, Muhammad Yūsuf ibn Khawājah Baqā, Józef Se︣kowski, Muḥammad Yūsuf. Paris: Imprimerie de l'Académie Impériale des Sciences. OCLC 221450524

## Fordítás
- Ez a szócikk részben vagy egészben  a   Joseph de Guignes című angol Wikipédia-szócikk ezen változatának fordításán alapul.  Az eredeti cikk szerkesztőit annak laptörténete sorolja fel. Ez a jelzés csupán a megfogalmazás eredetét és a szerzői jogokat jelzi, nem szolgál a cikkben szereplő információk forrásmegjelöléseként.